# Himalaja-Eibe
Die Himalaja-Eibe (Taxus wallichiana) ist eine Pflanzenart aus der Gattung der Eiben (Taxus) innerhalb der Familie der Eibengewächse (Taxaceae). Sie ist in Ostasien heimisch.

## Beschreibung

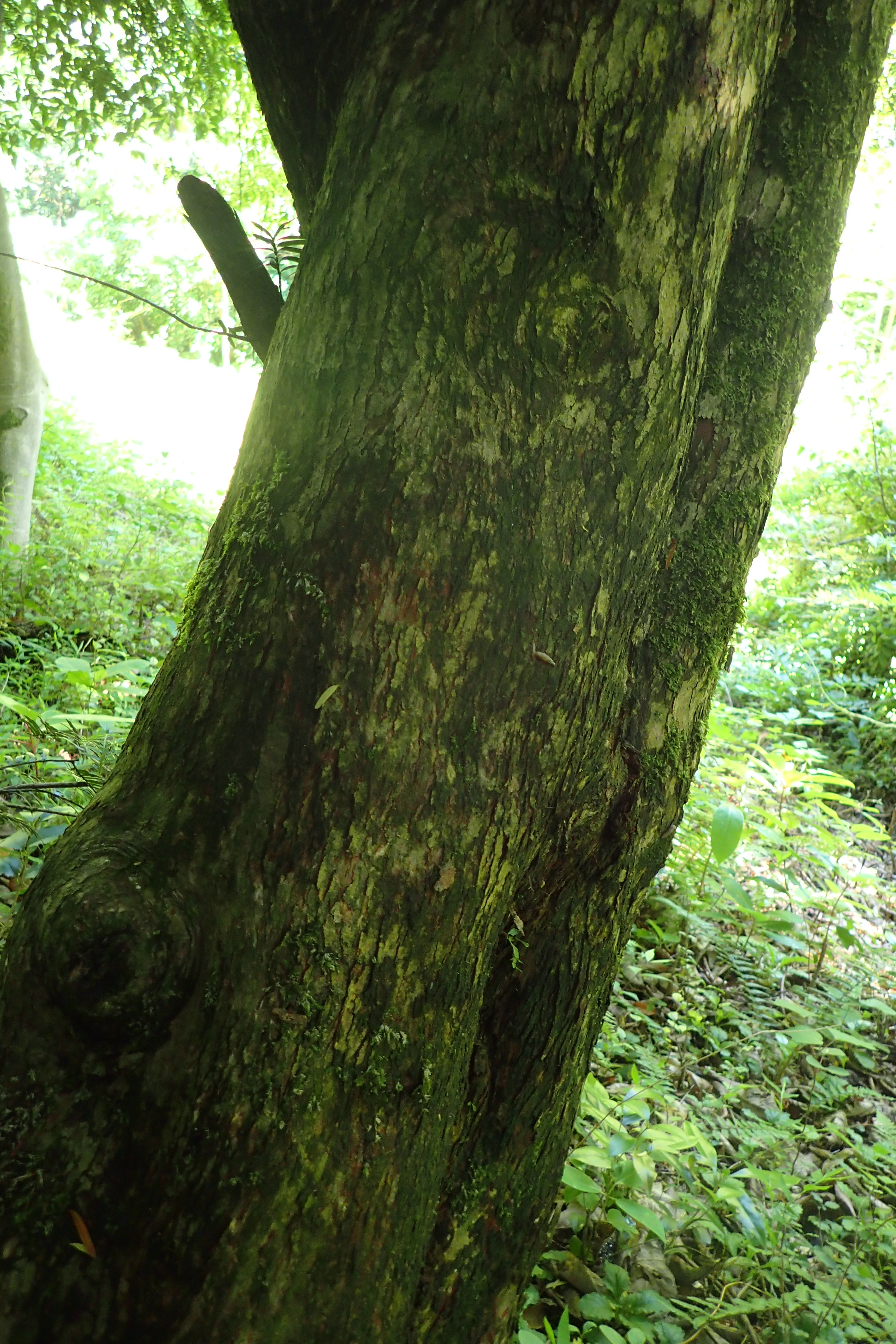
Stamm mit Borke von Taxus wallichiana var. mairei

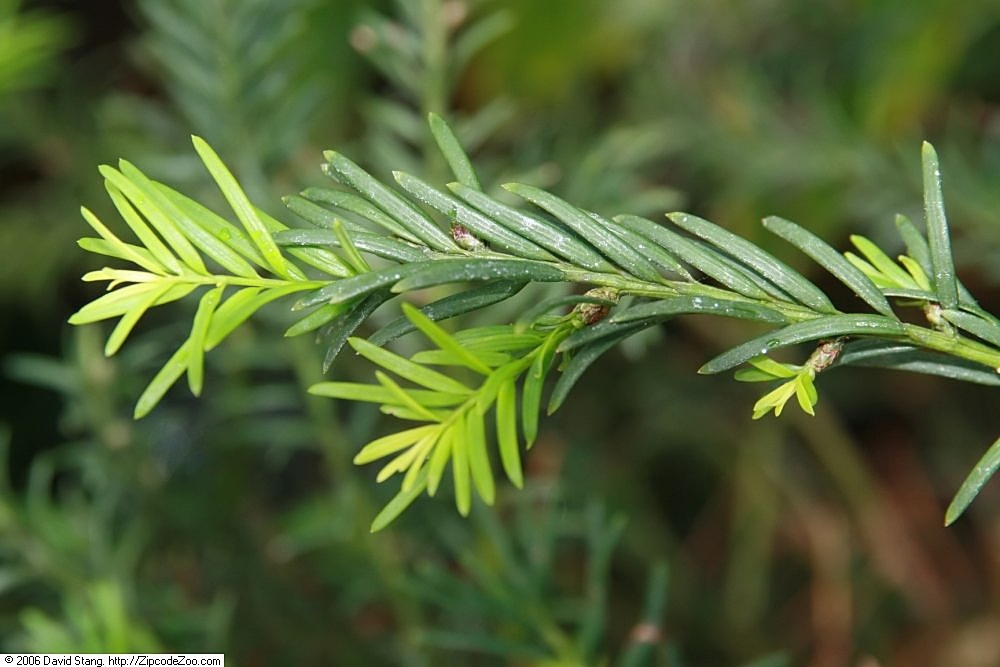
Zweig mit Nadeln

### Vegetative Merkmale
Die Varietäten von Taxus wallichiana wachsen als immergrüne Sträucher oder Bäume. Die Bäume erreichen Wuchshöhen von bis zu 30 Metern und die Stämme Brusthöhendurchmesser (BHD) von bis zu 1,3 Metern. Die variabel gefärbte Borke ist graubraun oder rötlich bis purpurrot und bricht in Streifen auf und löst sich in Schuppen ab.
Die sich überlappenden Schuppen der Winterknospen fallen früh ab oder einige an der Basis der Zweige sind haltbar und sind triangular-eiförmig. Die benadelten Zweige sind mehr oder weniger flach und im Umriss 3 bis 9 × 1,5 bis 6 Zentimeter.
Die Nadeln befinden sich fast sitzend oder 1 Millimeter lang gestielt in Winkeln von 50, bis meist 60 bis 90° zur Zweigachse. Die Nadeln sind auf der Oberseite dunkelgrün und glänzend und auf der Unterseite heller. Die Nadeln sind bei einer Länge von meist 1,5 bis 3,5 (0,9 bis 4,7) Zentimetern sowie einer Breite von meist 2 bis 4 (1,5 bis 5) Millimetern linealisch bis lanzettlich, meist sichelförmig und verschmälert sich zum oberen Ende hin allmählich. Der auf der Nadeloberseite etwas erhabene Mittelnerv ist 0,1 bis 0,2 Millimeter breit. Sie Stomatabänder sind hell-gelblich und 0,6 bis 0,9 Millimeter breit.

### Generative Merkmale
Die Himalaja-Eibe ist zweihäusig getrenntgeschlechtig (diözisch). Der von August bis Dezember reifende Same ist 5 bis 8 Millimeter lang sowie 3 bis 5 Millimeter breit. Der den Samen umschließende Samenmantel (Arillus) ist im reifen Zustand orange bis rot.
In China erfolgt die Bestäubung von September bis April und die Samen reifen von August bis Dezember.

### Chromosomensatz
Die Chromosomenzahl beträgt 2n = 24.

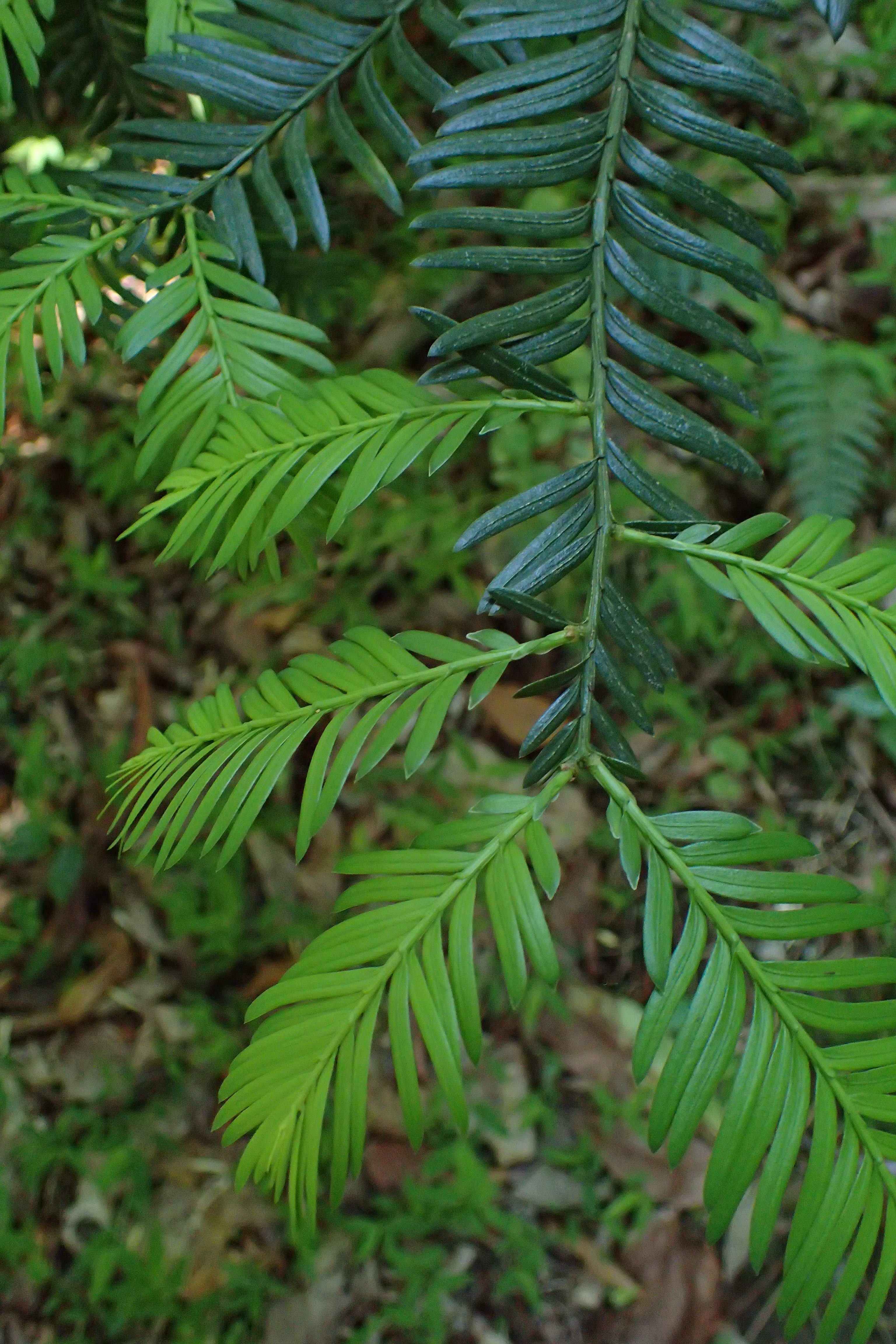
Zweig mit Nadeln von Taxus wallichiana var. mairei

## Standorte
In China wächst Taxus wallichiana je nach Varietät in Lorbeer-, Nadel- und Mischwäldern, im Dickicht, auf entwaldeten Felsen oder an offenen Hängen in Höhenlagen von 100 bis 3500 Metern.

## Systematik und Verbreitung
Die Erstbeschreibung von Taxus wallichiana erfolgte 1843 durch Joseph Gerhard Zuccarini in Abhandlungen der Mathematisch-Physikalischen Classe der Königlich Bayerischen Akademie der Wissenschaften, Band 3, Seite 803, Tafel 5.
Sie ist in China, Vietnam, Taiwan, Indien, Bhutan, Nepal, Laos (unsicher) und Myanmar heimisch. Die Vorkommen der drei Varietäten sind nicht deckungsgleich, überlappen sich jedoch teilweise.
Innerhalb der Art Taxus wallichiana werden von manchen Autoren folgende Varietäten unterschieden:
- Taxus wallichiana var. chinensis (Pilg.) Florin (Syn.: Taxus baccata var. chinensis Pilg., Taxus chinensis (Pilg.) Rehder, Taxus baccata var. sinensis A.Henry): Sie ist im nördlichen Vietnam und in den chinesischen Provinzen Anhui, Fujian, Gansu, Guangxi, Guizhou, Hubei, Hunan, Shaanxi, Sichuan, Yunnan sowie Zhejiang verbreitet.[1]
- Taxus wallichiana var. mairei (Lemée & H.Lev.) L.K.Fu & Nan Li (Syn.: Taxus chinensis var. mairei (Lemée & H.Lév.) W.C.Cheng & L.K.Fu, Taxus mairei (Lemée & H.Lév.) S.Y.Hu, Tsuga mairei Lemée & H.Lév.): Sie ist im nordöstlichen Indien, Laos (unsicher), Myanmar, Vietnam, Taiwan und in den chinesischen Provinzen Anhui, Fujian, Gansu, Guangdong, Guangxi, Guizhou, Henan, Hubei, Hunan, Jiangxi, Shaanxi, Sichuan, Yunnan sowie Zhejiang verbreitet.[1]
- Taxus wallichiana var. wallichiana (Syn.: Taxus yunnanensis W.C.Cheng & L.K.Fu, Taxus wallichiana var. yunnanensis (W.C.Cheng & L.K.Fu) C.T.Kuan, Taxus baccata subsp. wallichiana (Zucc.) Pilg.): Sie ist in Indien, Nepal, Bhutan, Myanmar, Vietnam, Tibet und die chinesischen Provinzen Sichuan sowie Yunnan verbreitet.[1]

## Nutzung
Die Himalaja-Eibe wird in ihrer Heimat oft zur Wiederaufforstung genutzt. Ihr Holz wird unter anderem als Bauholz, für Möbel und landwirtschaftliche Geräte verwendet.